# Kuj Sandżak
Kuj Sandżak (arab. كوي سنجق) – miasto w Iraku, w muhafazie Irbil. W 2009 roku liczyło 51 196 mieszkańców.